# Achille Etna Michallon

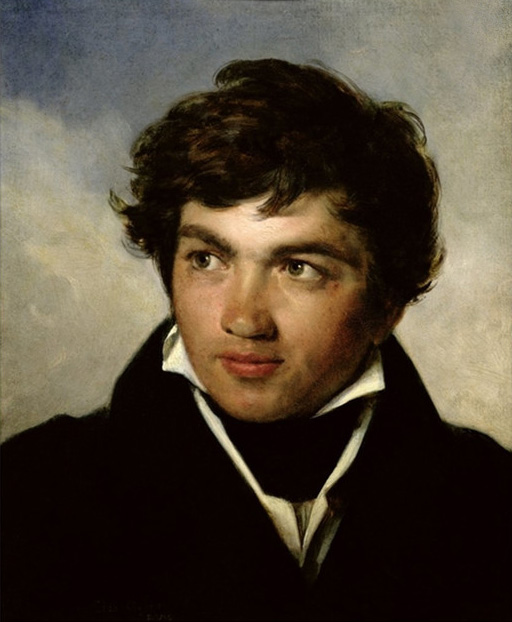
Achille Etna Michallon auf einem Gemälde von Léon Coigniet, um 1818/1819

Achille Etna Michallon (* 22. Oktober 1796 in Paris; † 24. September 1822 ebenda) war ein französischer Maler und einer der bekanntesten Landschaftsmaler seiner Zeit.

## Leben
Achille Etna Michallon wurde am 22. Oktober 1796 als Sohn des Bildhauers Claude Michallon (1751–1799) in Paris geboren. Nachdem er schon früh seinen Vater und 1813 auch seine Mutter verloren hatte, wuchs er bei seinem Onkel auf – dem Bildhauer Guillaume Francin (1741–1830). Auch Michallon neigte den Künsten zu und begann eine Malerei-Ausbildung als Schüler von Jacques-Louis David (1748–1825) und Pierre-Henri de Valenciennes (1750–1819).
1817 gewann er mit seinem Gemälde Demokrit und die Abderiten das erste Stipendium für Landschaftsmalerei des Rompreises und studierte ab 1818 für mehr als zwei Jahre an der Französischen Akademie in Rom (Académie de France à Rome). Außerdem reiste er ins süditalienische Königreich beider Sizilien und besuchte unter anderem Pompeji und Sizilien.
1821 kehrte Michallon nach Paris zurück und gab selbst Malunterricht – unter seinen Schülern soll auch Jean-Baptiste Camille Corot gewesen sein. Zu den Bewunderern seiner Kunst gehörten zahlreiche bedeutende Persönlichkeiten – darunter auch Herzogin Maria Carolina von Berry (1798–1870). Achille Etna Michallon starb am 24. September 1822 im Alter von nur 26 Jahren in Paris an einer Lungenentzündung.

## Galerie

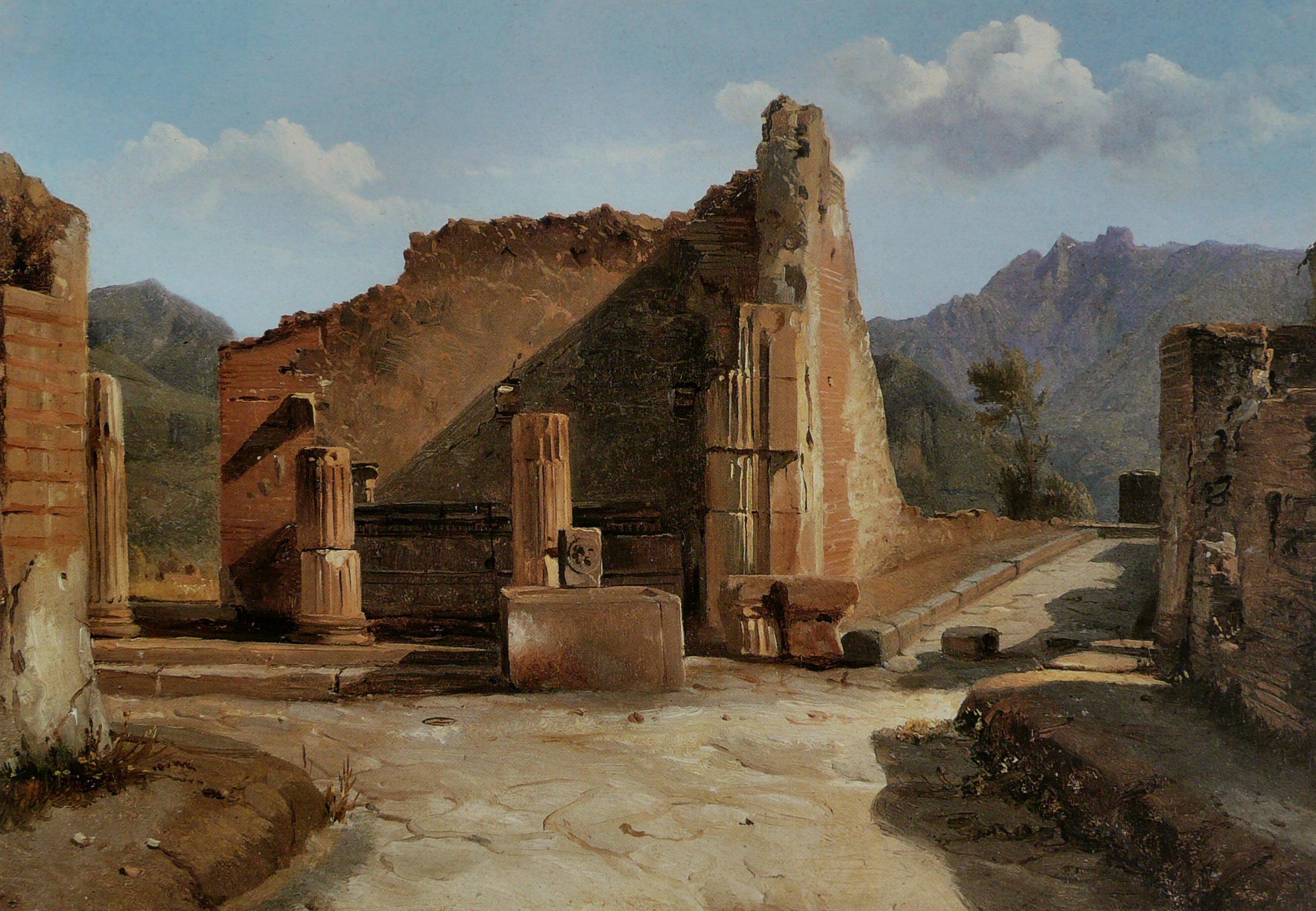
„Das Forum von Pompeji“
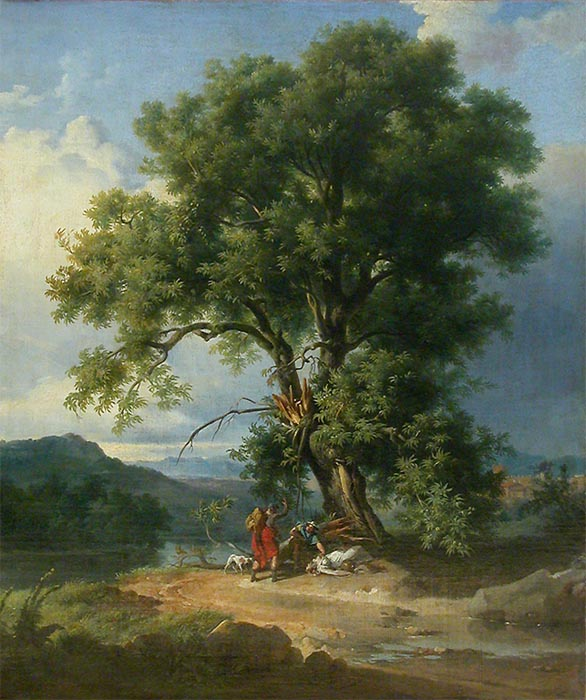
„Die vom Blitz getroffene Frau“ („La femme foudroyée“)